# Roederiodes petersoni
Roederiodes petersoni är en tvåvingeart som beskrevs av Chillcott 1966. Roederiodes petersoni ingår i släktet Roederiodes och familjen dansflugor.
Artens utbredningsområde är Utah. Inga underarter finns listade i Catalogue of Life.